# Органна меса
Органна меса (нім. Orgelmesse) — органна сюїта з п'єс на кантус фірмус і вільних (тематично незалежних) п'єс, призначена для супроводу католицьких і протестантських мес у техніці alternatim. Була поширена в Італії, Франції та Німеччині в епоху бароко.

## Історія
Органна меса походить з органних версетів, найдавніші прототипи яких (на нормативні григоріанський мелодії Kyrie і Gloria) знаходяться в рукописі з Фаенци (бл. 1400). Кантус фірмус у цих двоголосних версетах витриманий великими тривалостями в тенорі, на тлі якого розгортається пожвавлений верхній голос. Аналогічні приклади містяться в німецьких джерелах XV століття, наприклад, у «Буксхаймській органній книзі» (бл. 1460—1470), де чотириголосний хорал оброблений у моноритмічній фактурі. Рідко в органних версетах використовувалися обробки мелодій пропрія меси (інтроїти, оферторії, градуали, секвенції) і офіція (біблійних пісень і гімнів).
Перші зразки органних мес, що містять всі частини ординарія (за виключенням Credo), належать композиторам «другого ряду» в Німеччині, Франції, Англії та Італії. Три повні органні меси (Missa Dominicalis, Missa Apostolorum, Missa de Beata Virgine) склав Клаудіо Меруло (1568).
У XVII столітті органна меса набула широкої популярності та була сконцентрована найбільше в Італії та Франції. Три повні органні меси (ті ж, що у Меруло) містить збірник Дж. Фрескобальді «Fiori musicali» (1635). На відміну від попередників, до обробки хоральних мелодій він додав вільні (фантазійно-імпровізаційного характеру) прелюдії, інтерлюдії і постлюдії, серед них і знаменита хроматична токата («Toccata cromatica per l Elevazione»). Французька органна меса представлена в композиторів Р. Нівера (1667), Н. де Гриньї (1699), Ф. Куперена (1690), М. Корретта (1703). Французи на кантус фіртус писали тільки Kyrie, інші п'єси мали вільну тему. Для французької барокової органної меси характерне додавання в ординарний цикл оферторія. У Німеччині органні меси рідко зустрічаються і в XVIII столітті. Найвідомішим композитором німецької органної меси є Готліб Муффат.
Третя частина «Клавішної вправи» Й. С. Баха (нім. Clavier-Übung III) була названа «органною месою» в знаменитій монографії А. Швейцера, якому склад і розташування п'єс у цій публікації (збірник із 21 хоральної прелюдії і 4 «дуетів», обрамлений вступною прелюдією і заключною фугою в одній і тій же тональності) здалися аналогічними до французької (органної) барокової меси.